# Kauernhofen
Kauernhofen ist ein Gemeindeteil des Marktes Eggolsheim im Landkreis Forchheim (Oberfranken, Bayern). Der Ort hat ca. 500 Einwohner und liegt am Fuße der Langen Meile. Im Rahmen der Gebietsreform in Bayern 1972 wurde Kauernhofen nach Eggolsheim eingemeindet.

## Chronik
Urkundlich erwähnt wurde Kauernhofen erstmals im Jahr 1062 mit dem Namen „Echeleicheshofe“ (der Hof bei Eggolsheim). 1479 wurde das Dorf, damals im Besitz des Herrn von Bibra, dem Stift St. Jakob in Bamberg verpfändet. Einer Sage nach soll 1310 ein Bauer namens Kauer alleine die Steine für den oberen Stock des Kirchturms in Eggolshein herbeigeschafft haben. Danach sei ihm zu Ehren der Ort „Kauernhofen“ benannt worden. 1384 erschien urkundlich „Kawrenhouwen“ als Dorf mit 24 Herdstätten. Im Dreißigjährigen Krieg wurde Kauernhofen 1632 fast völlig zerstört. Durch einen schweren Hagelschlag im Jahr 1750 wurde der größte Teil der Fluren zerstört. Die Wallfahrt nach Gößweinstein erinnert an dieses Geschehen. Neun Häuser und 21 Scheunen fielen am 29. August 1760 einer Brandkatastrophe zum Opfer. Der Brauch des Passionsingens mit der Leidensgeschichte Jesu, den Dorfbewohner alljährlich am Gründonnerstag pflegen, scheint davon seinen Ursprung zu haben.
Nach der Zerstörung der alten Bergkapelle (erbaut 1868/69) durch ein Feuer im Jahr 1954, verursacht von brennenden Kerzen, errichtete man 1955 eine neue Kapelle. Alljährlich findet dort bei schönem Wetter am Sonntag nach Pfingsten (Trinitatis) ein Gottesdienst für die Gefallenen der beiden Weltkriege statt. Die Bergkapelle, zu der ein steiler Fußweg entlang der sieben Stationen der Passion Christi führt, ist ein beliebter Zwischenstopp für Wanderer. Die restlichen sieben Stationen befinden sich als Bilder in der Kapelle.
60 Meter links von der zweiten Station gelangt man zu einem größeren Felsen mit einem früher als Jagdsitz benutzten eisernen Drehstuhl. Er wurde Anfang des 20. Jahrhunderts angebracht und lässt sich noch drehen. Am Ortsausgang von Kauernhofen in Richtung Eggolsheim befindet sich links die 1735 errichtete Kapelle Zur schwarzen Muttergottes mit einer Schwarzen Madonna und einem Barockaltärchen. Am anderen Ortsende steht die am 18. Mai 1891 eingeweihte Lourdeskapelle mit der Lourdesgrotte (Madonna) und dem Heiligen Grab (Christusfigur) aus Tuffstein. Beide sind in Privatbesitz. Alljährlich finden dort Maiandachten statt. Im Ortskern befindet sich die am 16. Oktober 1966 geweihte Filialkirche, die Peter und Paul geweiht ist.
Am 1. Juli 1972 wurde Kauernhofen in den Markt Eggolsheim eingegliedert.

## Bilder aus Kauernhofen

Eiserner Stuhl
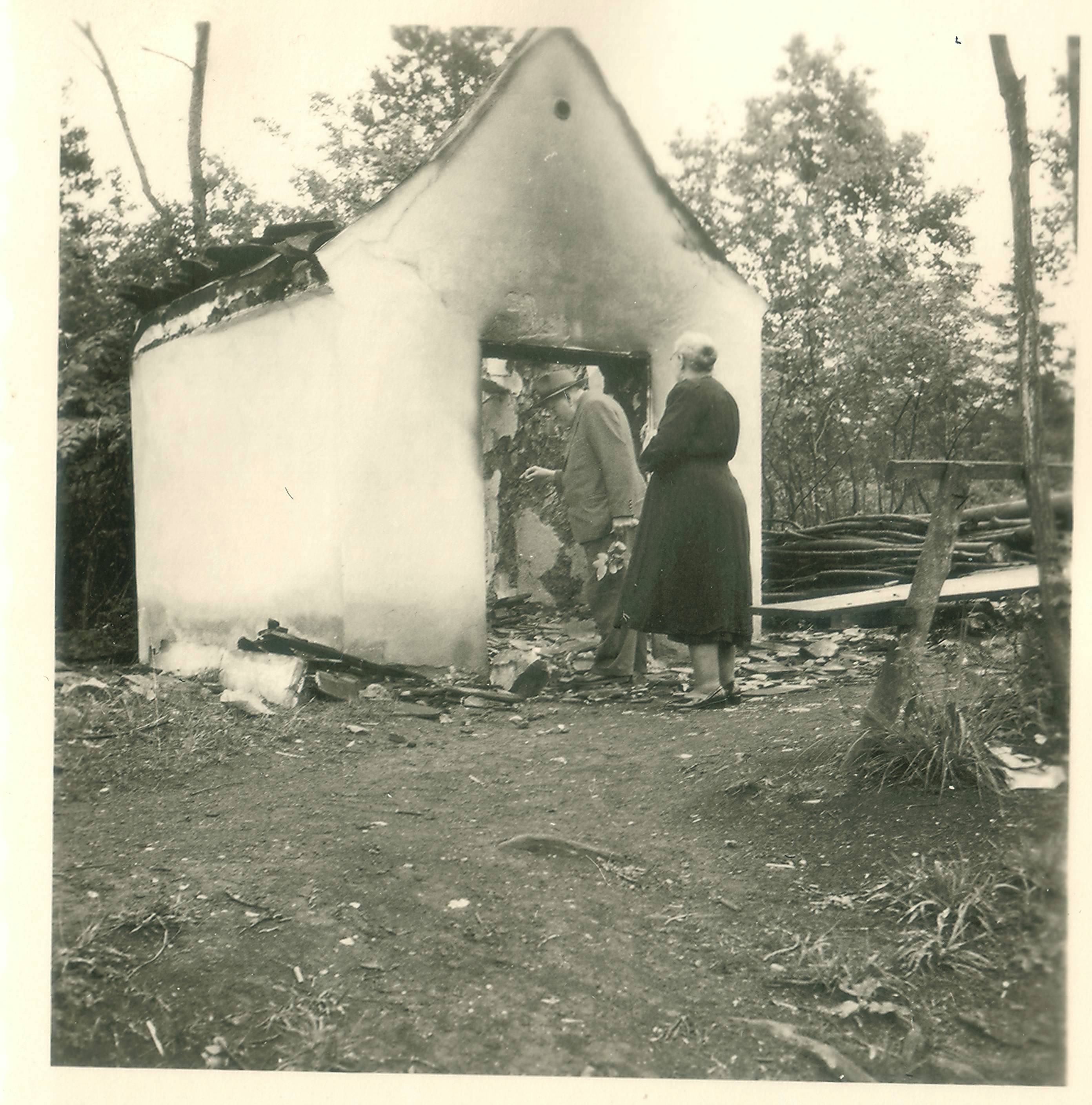
Bergkapelle von 1869
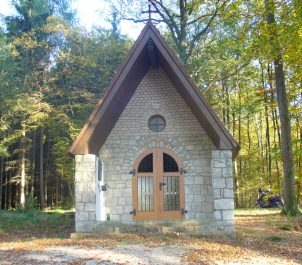
Bergkapelle von 1954
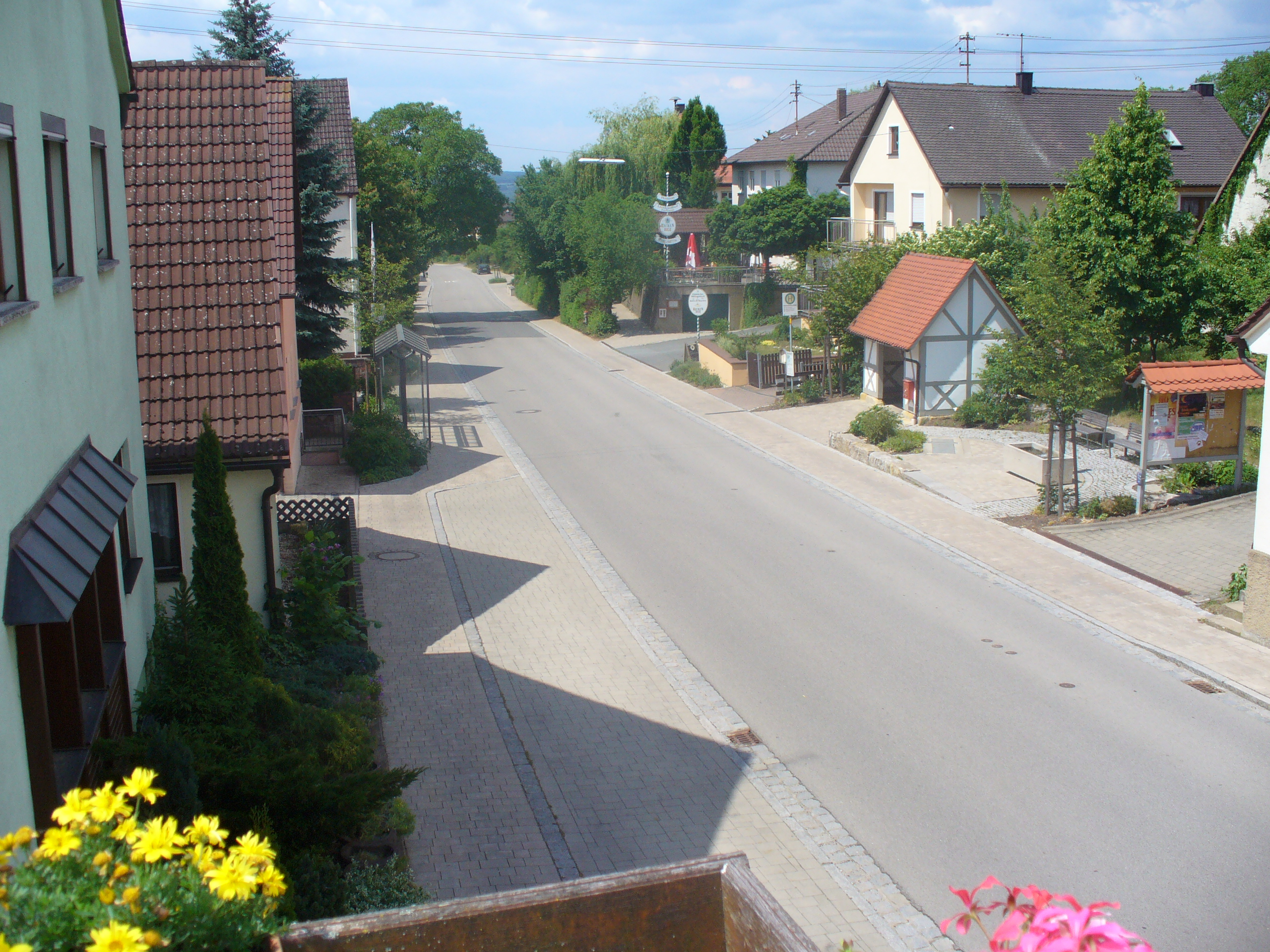
Ortsdurchfahrt 2012